# Дембяни (Єнджейовський повіт)
Дембяни (пол. Dębiany) — село в Польщі, у гміні Водзіслав Єнджейовського повіту Свентокшиського воєводства.
Населення — 126 осіб (2011).
У 1975-1998 роках село належало до Келецького воєводства.

## Демографія
Демографічна структура на день 31 березня 2011 року:
|          | Загалом | Допрацездатний вік | Працездатний вік | Постпрацездатний вік |
| -------- | ------- | ------------------ | ---------------- | -------------------- |
| Чоловіки | 60      | 14                 | 39               | 7                    |
| Жінки    | 66      | 12                 | 33               | 21                   |
| Разом    | 126     | 26                 | 72               | 28                   |